# سفارة بولندا في التشيك
سفارة بولندا في التشيك هي أرفع تمثيل دبلوماسي لدولة بولندا لدى التشيك. تقع السفارة في براغ وهي تهدف لتعزيز المصالح البولندية في التشيك.

## وصلات خارجية
- الموقع الرسمي
- قائمة سفارات بولندا
- قائمة السفارات في التشيك